# Roquetoire
Roquetoire je francouzská obec v departementu Pas-de-Calais v regionu Hauts-de-France. V roce 2015 zde žilo 1 930 obyvatel.

## Poloha obce
Obec leží u hranic departementu Pas-de-Calais s departementem Nord. Přes obec prochází Zelený poledník.
Sousední obce jsou: Aire-sur-la-Lys, Blaringhem, Ecques, Quiestède, Racquinghem, Rebecques a Wittes.
Na území obce se nachází zámek Château de la Morande.

## Vývoj počtu obyvatel
Počet obyvatel